# Крістіан де Вет
Крістіан Рудольф де Вет (афр. Christiaan Rudolf De Wet) (* 7 жовтня 1854, ферма Лііувкоп поблизу Смітфілда, Республіка Оранжева — † 3 лютого 1922) — бурський генерал часів Другої англо-бурської війни.

## Ранні роки
Він виріс на фермі свого батька Нювеяаарсфонтайн поблизу Деветсдорпа. Він одружився у віці 19 років з Корнелією Маргаретою Крюгер, і разом вони прожили 16 років.
Після анексії Трансваалю Великою Британією у 1877 році, переїхав у район Фредефорт, що в Республіці Оранжева, а потім — до Копіс, що поблизу Велтефрадена. Потім в Міннеаполісі в районі Гейдельберга, Трансвааль. Згодом оселився у Ріітфонтайні, в дистрикті Гейдельберг (Трансвааль).

## Перша англо-бурська війна
Коли почалася Перша англо-бурська війна у 1880 році де Вету було 27 років. Він воював у Гейдельберському полку на чолі з Слахом фан Лайнхснеком і брав участь у битвах. Він показав свою хоробрість на Іногого і під час штурму Маджуби на початку 1881 року. Після війни і відновлення незалежності Трансваалю, він отримав звання польового корнета (Veldkornet) (бурське старше військове звання, тотожне полковнику). У 1882 році його родина переїхала на ферму Сойкербоскоп, що в дистрикті Лейденбург. У 1885 році він став членом Трансваальського парламенту — Фольксрааду. Проте він був присутній тільки на одній сесії, оскільки його сім'я вкотре переїхала на нове місце проживання у Республіку Трансвааль. У 1889 році він обирається у Фольксраад цієї республіки.

## Друга англо-бурська війна
Коли розпочалася Друга англо-бурська війна, де Вету було 45 років. 2 жовтня 1899 року, Крістіана де Вета та його старшого сина, Коті, як звичайних громадян, було призвано Гейльбронський загін. Сини де Вета, Ізак і Крістіан зголосилися на війну як добровольці. І так сталося, що всі четверо потрапили до коменданта Лукаса Стіінкампа. Він брав участь у перших битвах англо-бурської війни 1899 року в Наталі як комендант, а пізніше як генерал. Пізніше він приєднався до полку на чолі з Пієтом Кроньє, що воював на Заході.
У 1900 році бури поступово почали зазнавати поразок на всіх фронтах. Саме з цього часу Крістіан де Вет став все більше і більше розглядатися як найважливіший бурський лідер у партизанській війні. Він став легендою партизанських нападів на південному сході країни.

## Мирні переговори
15 травня 1902 р. 60 бурських делегатів зібралися, щоб обговорити умови британців щодо миру. Де Вет брав активну участь у мирних переговорах 1902 року, недовгий час (з 29 по 31 травня) у ролі виконувача обов'язків президента Республіки Оранжева, коли президент Стейн був змушений покинути переговори у зв'язку з хворобою. Він був одним із тих, хто підписав договір у Фіріініхіні.

## Після війни
Після закінчення війни Де Вет разом з Ботою і Де ла Райем здійснив європейське турне для збору коштів на відновлення розорених бурських господарств. Пізніше написав свої мемуари «Три роки війни». Книга мала значний успіх і пізніше була перекладена на 6 мов. Після свого повернення на Батьківщину розпочав боротьбу за надання Республіці Оранжева права на самоуправління. У 1906 році ця боротьба увінчалася успіхом. У 1907 році був обраним мером міста Фредефорта і призначений міністром сільського господарства.
Він був делегатом Національного конвенту протягом 1908-09 рр., де брав активну участь в обговоренні проекту нової конституції для Південно-Африканського Союзу. Після створення Південно-Африканського Союзу Крістіан Де Вет пішов з політики. Де Вет був одним із лідерів повстання у Марітці, яке спалахнуло у 1914 році в знак протесту проти участі бурських загонів проти німців. Повстання було придушене його колишнім соратником — Ботою. Де Вет обійшовся порівняно легким покаранням — 6-річним ув'язненням і штрафом у розмірі 2000 фунтів стерлінгів. Після шести місяців у в'язниці він був помилуваний і звільнений. Незабаром після свого звільнення він продав ферму Аланвале і переїхав жити біля Еденбурга, що у Вільній Країні.

## Смерть
Він помер 3 лютого 1922 р. Державний похорон відбувся у Блумфонтайні. Де Вет був похований поруч з президентом Стейном і Емілі Гобгаус біля підніжжя меморіалу в пам'ять жінок і дітей, які загинули в британських концентраційних таборах під час Другої англо-бурської війни.
На соту річницю народження героя англо-бурської війни у 1954 році, у Блумфонтайні була споруджена кінна статуя присвячена Де Вету. Національний герой Голандії. надзвичайно гарний пам’ятник генералу споруджено в Національному парку Де Хоге Велюве, в місці, пейзажі якого дуже нагадують південну Африку.